# Gościeradowo
Gościeradowo (deutsch Friedenau) ist eine verlassene Ortsstelle in der polnischen Woiwodschaft Ermland-Masuren. Sie liegt im Gebiet der Gmina Barciany (Barten) im Powiat Kętrzyński (Kreis Rastenburg).

## Geographische Lage
Die Ortsstelle Gościeradowo liegt in der nördlichen Mitte der Woiwodschaft Ermland-Masuren, 18 Kilometer nördlich der Kreisstadt Kętrzyn (deutsch Rastenburg).

## Geschichte
Der kleine Ort Friedenau wurde am 9. Oktober 1857 gegründet und bestand im Eigentlichen nur aus einem großen Hof. Im Amtsblatt der königlich preußischen Regierung zu Königsberg, 1857, No.43, Verordnung No. 226, war zu lesen: Dem aus Ländereien des Dorfes Meisterfelde und der Stadt Barten, Kreises Rastenburg, neu entstandenen Abbau, ist der Name Friedenau beigelegt worden, wodurch jedoch in den bisherigen Kommunal-, Polizeilichen und sonstigen Verhältnissen nichts geändert wird. Bis 1945 war Friedenau ein Wohnplatz der Gemeinde Meistersfelde (polnisch Gęsiki) im ostpreußischen Kreis Rastenburg. Im Jahre 1905 zählte der kleine Ort 30 Einwohner.
In Kriegsfolge kam Friedenau 1945 mit dem gesamten südlichen Ostpreußen zu Polen und erhielt die polnische Namensform „Gościeradowo“. Heute ist der Ort nur noch ein  unbewohnter Weiler – ohne Einwohner und ohne irgendein Gebäude. Er ist dem Dorf Gęsiki (deutsch Meistersfelde) zugeordnet und gehört zur Landgemeinde Barciany (Barten) im Powiat Kętrzyński (Kreis Rastenburg), bis 1998 der Woiwodschaft Olsztyn, seither der Woiwodschaft Ermland-Masuren zugehörig.

## Kirche
Bis 1945 war Friedenau in die evangelische Kirche Barten in der Kirchenprovinz Ostpreußen der Kirche der Altpreußischen Union sowie in die römisch-katholische Pfarrkirche in Kętrzyn (Rastenburg) im Bistum Ermland eingepfarrt.
Der kirchliche Bezug nach Barciany blieb für Gościeradowo auch nach 1945: zur katholischen Herz-Mariä-Kirche bzw. zur evangelischen Kirchengemeinde, einer Filialgemeinde der Johanneskirche in Kętrzyn.

## Verkehr
Die Ortsstelle Gościeradowo liegt an einer Nebenstraße, die Gęsiki (Meistersfelde) mit Suchawa (Sausgörken) verbindet. Eine Bahnanbindung existiert nicht.